# Giorgia
Giorgia Todrani, més coneguda com a Giorgia (Roma, 26 d'abril de 1971) és una cantautora i cantant italiana. Giorgia és considerada com una de les artistes més importants de la música italiana contemporània, per mor de les seves qualitats vocals (la seva veu cobreix més de tres octaves) i les seves interpretacions.
Després de participar al Festival de la cançó de San Remo els anys 1993 i 1994, ses proclamà guanyadora del festival al 1995, amb la cançó Come saprei. Per la qualitat de la seva veu és considerada la successora de les grans cantants italianes que la precediren, com ara Mina, Milva i Ornella Vanoni.
D'ençà el començament de la seva carrera ha obtingut 14 Wind Music Awards, l'MTV History Award, un Premi Lunezia, l'honor UniMarche di Musicultura i un Nastro de plata. A més a més també ha rebut una candidatura al David di Donatello.

## Discografia
- I primi anni (1993)
- Giorgia (1994)
- Come Thelma & Louise (1995)
- Strano il mio destino - Live & Studio 95/96 (1996)
- One More Go Round (1996)
- Mangio troppa cioccolata (1997)
- Giorgia España (1999)
- Girasole (1999)
- Senza ali (2001)
- Greatest hits - Le cose non vanno mai come credi (2002)
- Ladra di vento (2003)
- Ladra di vento live 03/04 (2004, DVD, live)
- Mtv Unplugged Giorgia (2005)
- Stonata (2007)
- Spirito libero - Viaggi di voce 1992-2008 (2008)
- Dietro le apparenze (2011)
- Senza paura (2013)
- Oronero (2016)
- Pop Heart (2018)
- BLU¹ (2023)